# Temesvukovár
Temesvukovár, románul: Vucova, szlovákul: Vuková, falu Romániában, a Bánságban, Temes megyében.

## Fekvése
Buziásfürdőtől délnyugatra fekvő település.

## Története
Temesvukovár nevét 1717-ben említette először oklevél Vukowo néven.
1723–1725 között Wakova, 1808-ban Vukova, 1913-ban Temesvukovár néven említették.
A település története csak a török hódoltság korától kezdve ismeretes, akkor már lakott hely volt.
1717-ben, a kamarai jegyzékben Vukowo néven említették, 63 házzal, 1723-1725 között gróf Mercy térképén pedig Wakova alakban szerepelt.
1761-ben még csak óhitűek lakták. 1807-ben a vallás-és tanulmányi alapé lett.
1851-ben Fényes Elek írta a településről:
...Temes vármegyében, 450 ágostai, 750 óhitű lakossal... A helység két hosszas dombon fekszik, s határa 2315 hold, ... Földesura. a királyi alapitvány.
A 19. század első felében evangélikus vallású tótok telepedtek itt le és részükre az uradalom 1858-ban templomot építtetett. A görög keletiek temploma pedig 1893-ban épült fel.
A trianoni békeszerződés előtt Temes vármegye Buziásfürdői járásához tartozott.
1910-ben 1167 lakosából 20 magyar, 547 szlovák, 600 román volt. Ebből 9 római katolikus, 552 evangélikus, 597 görög keleti ortodox volt.

## Nevezetességek
- Evangélikus temploma - 1858-ban épült
- Görög keleti ortodox temploma 1893-ban épült

## Források

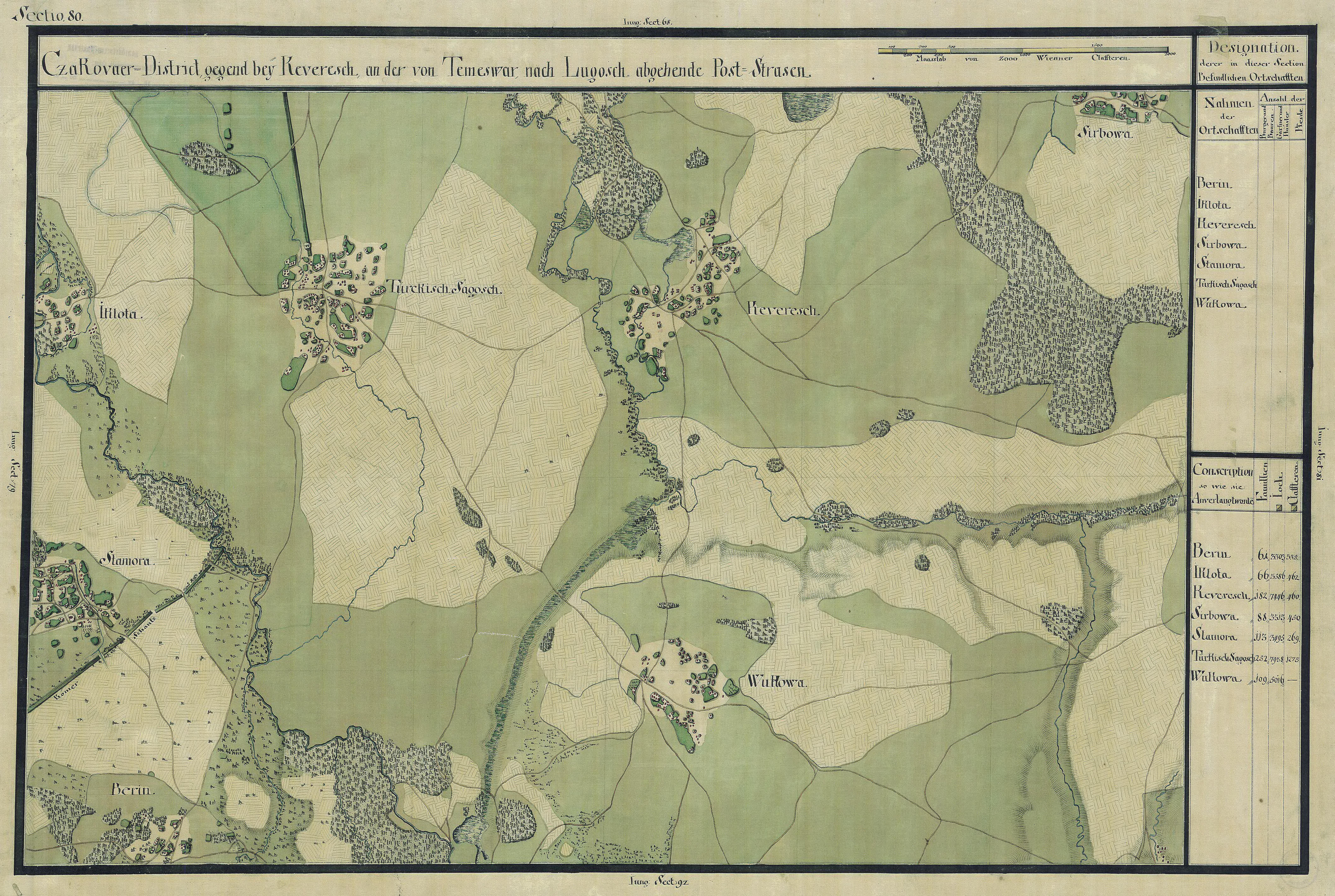
Temesvukovár egy régi térképen